# Siris (mitologia)
Siris (en grec antic Σίρις) va ser, segons la mitologia grega, l'heroïna epònima de la ciutat grega de Siris, a la Magna Grècia, situada al golf de Tàrent.
Algunes fonts diuen que és filla del vell Morges, rei dels sículs, que hauria donat nom als morgetes, una de les tribus itàliques. També es diu que va ser la primera esposa del rei Metapont, i llavors se la considera una de les nereides. El rei Metapont l'expulsà del seu costat per casar-se amb Arne, filla d'Èol, a qui va acollir amb els seus dos fills bessons Èol i Beot.